# Schienenverkehr in Kuwait
In Kuwait gibt es derzeit keine Eisenbahnen. Unter der Leitung der Kuwait Authority for Partnership Projects soll die Kuwait National Rail Road (KNNR) mit einer Streckenlänge von 575 km als Teil der zukünftigen Gulf Railway (GCC Railway) entstehen.

## Kuwait National Rail Road (KNNR)
Das Ministerium für Kommunikation (MoC) plant eine Eisenbahn zu bauen, die die Innenstadt von Kuwait mit dem Flughafen Kuwait, den Seehäfen und den anderen Staaten des Golf-Kooperationsrates verbindet. Das Schienennetz soll 511 Kilometer lang sein und zweigleisige ausgebaut werden. Es soll sowohl von Güterzügen wie auch von Reisezügen genutzt werden können. Die Regionalzüge sollen mit 120 km/h verkehren, die Fernzüge mit 200 km/h. Das Betreibermodell soll Build-Operate-Transfer (BOT) sein. Der Güterverkehr soll der wichtigste Betriebszweig sein und 70 % der Einnahmen erbringen.
In der ersten Phase des Projektes soll eine 111 km lange Strecke von der Stadt nach Nuwaiseeb im Süden an der Grenze zu Saudi-Arabien gebaut werden. Eine weitere 153 Kilometer lange Strecke soll die Stadt mit dem neuen Hafen auf Bubiyan verbinden. Die beiden Strecken sollen 3 Milliarden US-Dollar kosten. Die Bahn soll 2023 fertiggestellt sein. Derzeit gibt es noch Hindernisse bei der Umsetzung des Projektes wegen Landwirtschaftsbetrieben und Privatbesitz, die der vorgeschlagenen Route im Wege stehen. Die zuständigen Regierungsstellen, die an dem Projekt beteiligt waren, mussten auch sicherstellen, dass die Trasse nicht im Widerspruch zu bestehenden Ölanlagen steht. Ursprünglich war vorgesehen den Bau im Jahr 2018 zu beginnen, der Start der Bauarbeiten wurde aber auf 2018 verschoben. Der tiefe Ölpreis erschwert die Finanzierung des Projektes.
Die Strecke von der Stadt Kuwait zur Grenze nach Saudi-Arabien ist Teil der 2177 km langen Gulf Railway – ein Projekt, das die Staaten des Golfkooperationsrates miteinander verbinden soll. Sie führt von Kuwait über Saudi-Arabien und die Vereinigten Arabischen Emirate nach Oman. Zweigstrecken binden Bahrain und Katar an. Die Strecken sollen 2023 fertig gestellt sein.